# Schabwat

Schabwat im Nordwesten des Hadramaut (rot) um 100 v. Chr.

Schabwat (altsüdarabisch s2bwt S2abwat, arabisch شبوة Schabwa, DMG Šabwa, altgriechisch Σάββαθα, lateinisch Sabbatha) war bis zum 4. Jahrhundert n. Chr. die Hauptstadt des altsüdarabischen Reiches Hadramaut. Es lag im Bereich des heutigen Ortes Schabwa, am Ostrand der Wüste Ramlat es-Sayhad im heutigen Jemen etwa 300 km ostnordöstlich von Sana'a, am Austritt des Wadi Ma'schar in die Wüste auf etwa 850 m über NN. Seine Bedeutung rührte daher, dass es Salzgruben besaß und damit eine Schlüsselstellung an der alten Weihrauchstraße einnahm. Seit 1975 wurden die Ruinen von französischen Archäologen untersucht.

## Geschichte

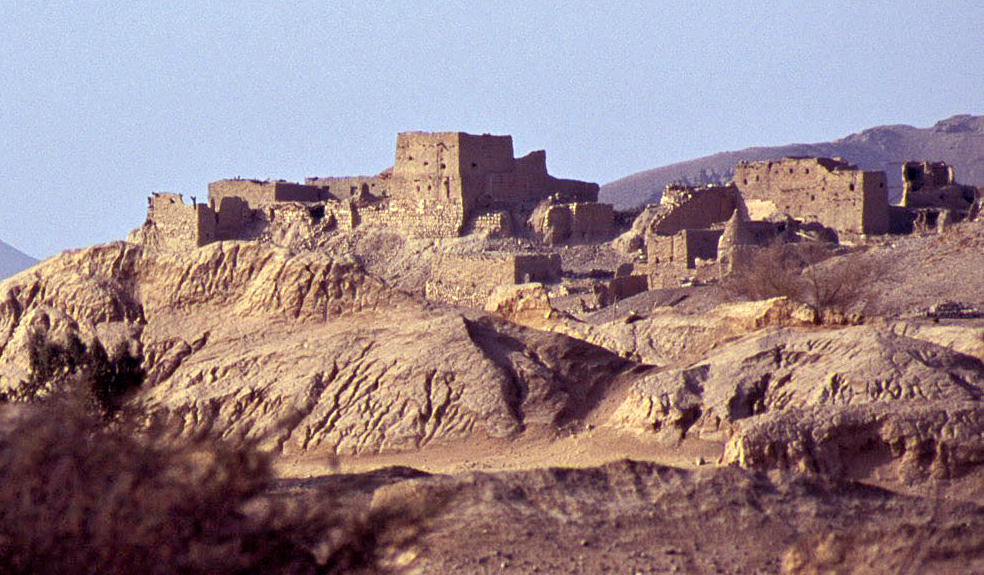
Ruinen der antiken Stadt

Bei einer 1976–1981 durchgeführten Grabung im Südosten, im Bereich des Gebäudes 41, gelang es, eine stratigraphische Abfolge festzustellen. Die dabei festgestellten 14 Schichten reichen gemäß der Radiokarbondatierung vom 16. Jahrhundert v. Chr. bis kurz nach der endgültigen Zerstörung durch Himyar im 4. Jahrhundert n. Chr. Auffällig ist, dass zwischen Stratum III (um 1300 v. Chr.) und Stratum V (nach der importierten Keramik: 6. Jahrhundert v. Chr.) nur ein Stratum liegt, was gegen eine Besiedlungskontinuität von der Bronzezeit bis in die historische Zeit spricht. Die Blütezeit Schabwats fällt in Stratum VI bis IX (6. Jahrhundert v. Chr. bis 2. Jahrhundert n. Chr.). Im 3. Jahrhundert n. Chr. wurde Schabwat von Saba erobert.

## Aufbau

Plan der inneren Stadt

Die Ruinen des antiken Schabwat bestehen aus einer äußeren und einer inneren Stadt. Die äußere Stadt hat eine Nord-Süd-Ausdehnung von mindestens einem Kilometer und eine maximale Ost-West-Ausdehnung von etwa 900 m. Die im Süden gelegene innere Stadt hat eine Südwest-Nordost-Ausdehnung von etwa 500 m und eine maximale Nordwest-Südost-Ausdehnung von 365 m. Die teilweise durch das Wadi zerstörte äußere Stadtmauer war mindestens 3,35 km lang, die innere ca. 1,53 km. Die innere Stadt umfasste eine Fläche von ca. 0,15 km².

### Innere Stadt

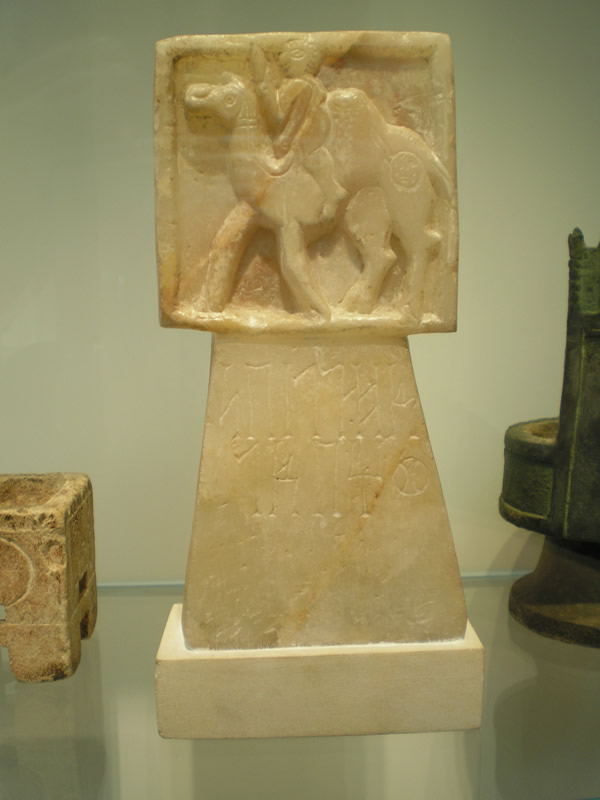
Brandopferaltar aus Schabwat

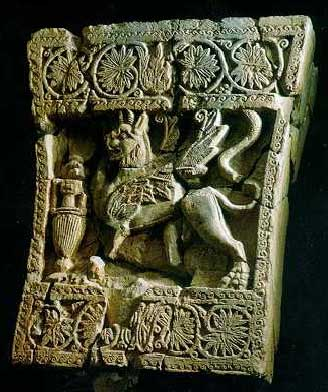
Pilasterkapitell aus dem Palast von Schabwat; der Palast wird stratigraphisch der ersten Hälfte des 3. Jahrhunderts zugewiesen, 225 zerstört von den Sabäern, Ende des 4. Jahrhunderts erneut abgebrannt

Die innere Stadt wurde in der Mitte von einer Nord-Süd-Straße durchschnitten, welche am Nordwesttor, der größten Toranlage der Stadt, ihren Anfang nahm. Hinter dem Tor öffnete sie sich im Osten in einen ca. 1600 m² großen Platz, dem auf der anderen Straßenseite der Königspalast gegenüberstand. Die Hauptstraße endete in einer am Südrand gelegenen bedeutenden, jedoch schlecht erhaltenen Tempelanlage. Wie das restliche Straßennetz mit der Hauptstraße zusammenhing, ist nicht eindeutig zu bestimmen, zwar waren die Nebenstraßen offensichtlich rechtwinklig bzw. parallel zu ihr ausgerichtet, doch sind nur wenige Abzweigungen gesichert. Als weitere Freiräume neben Straßen und öffentlichen Plätzen sind auch Gärten und kleinere Höfe erhalten. Die meisten Gebäude hatten einen einfachen rechteckigen Grundriss und eine Grundfläche von wenigstens ca. 100 m². Einige Gebäude stechen durch ihre Größe und einen komplexen Grundriss hervor, sie waren wahrscheinlich der Oberschicht vorbehalten.

### Außenbereiche
Die äußere Stadt, d. h. die Bereiche zwischen den beiden Stadtmauern, war nie wirklich besiedelt. Die einzigen bedeutenden Gebäude aus diesem Bereich sind ein im Südwesten gelegener Tempel (Gebäude Nr. 114) sowie die im Südosten gelegene Zitadelle von al-Chajar.
Außerhalb der Befestigungsanlagen wurden 1987 einige Ziegelgebäude ausgegraben.